# 比爾 (密蘇里州)
比爾（英語：Buell）是位於美國密蘇里州蒙哥馬利縣的普查規定居民點。

## 歷史
比爾的郵局於1904年設立，其後於1978年停運。

## 人口
根據2020年美國人口普查的數據，比爾的面積為0.23平方千米，皆為陸地。當地共有人口25人，而人口密度為每平方千米108.7人。